# Haciendo escante
Haciendo escante es el segundo álbum de estudio del cantante puertorriqueño Nicky Jam. Se estrenó el 4 de diciembre de 2001 por La Messa Productions y fue distribuido por Pina Records.
Cuenta con el sencillo «En la cama» con Daddy Yankee, convirtiéndose en unas de las canciones más conocidas de ambos cantantes en la década de los 2000s, el álbum también cuenta con colaboraciones de Rey Pirin, Falo, Kino Rankins y Polaco.

## Listado de canciones
| N.º   | Título                                    | Duración |  |
| 1.    | «Intro»                                   | 1:18     |  |
| 2.    | «Vamos a perrear»                         | 2:27     |  |
| 3.    | «En la cama» (con Daddy Yankee)           | 2:37     |  |
| 4.    | «Interlude»                               | 0:32     |  |
| 5.    | «Suelta»                                  | 2:58     |  |
| 6.    | «Mango piña» (con Falo)                   | 2:00     |  |
| 7.    | «Desesperau»                              | 2:18     |  |
| 8.    | «Hasta abajo» (con Rey Pirin)             | 2:16     |  |
| 9.    | «Cuando apague la luz» (con Kino Rankins) | 2:54     |  |
| 10.   | «Cuerpo mortal»                           | 2:28     |  |
| 11.   | «Eres tú»                                 | 3:14     |  |
| 12.   | «Despedida»                               | 0:48     |  |
| 13.   | «Autro»                                   | 1:03     |  |
| 27:00 |                                           |          |  |